# Clivia (opérette)
Personnages
- Clivia Gray, actrice de cinéma (soprano)
- Juan Damigo, un gaucho (ténor lyrique)
- Yola, sa cousine (soubrette)
- Lelio Down, reporter de Chicago (ténor bouffon)
- E. W. Patterton, homme d'affaires américain (baryton)
- Caudillo, propriétaire d'une estancia (baryton)
- Diaz, capitaine de l'armée (acteur)
- Valdivo, inspecteur criminel (acteur)
- Gustav Kasulke, Berlinois (comique)

Airs
- Ich bin verliebt
- Man spricht heut nur noch von Clivia,
- Mir ist nicht ganz geheuer vor diesem Abenteuer,
- Mit dir will ich durchs Leben wandern,
- Sie sind mir so sympathisch,
- Wunderbar wie nie ein Wunder war
- Man muss mal ab und zu verreisen

Clivia est une opérette de Nico Dostal sur un livret de Charles Amberg, créée en 1933 au Theater am Nollendorfplatz.

## Argument
L'opérette se déroule à Boliguay, une république fictive d'Amérique du Sud, à l'époque où l'opérette est jouée pour la première fois, c'est-à-dire dans les années 1930.

### Acte I
DécorEstancia dans les montagnes
L'Américain E.W. Patterton est un magnat de la finance influent qui entretient des relations commerciales douteuses avec la République de Boliguay. Le fait qu'une révolution vient d'y avoir lieu, au cours de laquelle le général Juan Olivero est proclamé président, contrecarre ses plans. Mais Patterton ne serait pas Patterton s'il ne connaissait pas d'issue. Après tout, l'argent peut tout arranger. Il fonde donc sans plus tarder une société cinématographique. Avec l'équipe, qui comprend également la célèbre actrice Clivia Gray, il part pour Boliguay, prétendument simplement pour y tourner un film ; mais les gardes-frontières refusent l'entrée de l'équipe, car les étrangers n'obtiennent pas de permis de travail.
Caudillo, le propriétaire de l'estancia où s'arrête l'équipe du film, a un conseil : une dame de l'équipe devrait simplement faire semblant d'épouser un citoyen boliguayen, puis elle obtiendra la citoyenneté boliguaise et sera autorisée à entrer dans le pays avec toute l'équipe du film. Comme Clivia est une jeune beauté désirable, elle est immédiatement choisie par Patterton comme victime. Elle soupçonne que Patterton ne poursuit pas de nobles objectifs, mais d'un autre côté, le plan lui plaît. Maintenant, il ne reste plus qu'à trouver un Boliguayen prêt à se marier. Le journaliste du Chicago Times accompagnant l'équipe est chargé de trouver un candidat approprié. Il ne tarde pas non plus à arriver avec le gaucho Juan Damigo. Il refuse l'argent qu'on lui propose, mais voyant la beauté de Clivia, il accepte rapidement de l'épouser.

### Acte II
DécorUne salle d'hôtel
En attendant, l'équipe du film est autorisée à entrer à Boliguay et séjourne dans l'hôtel le plus élégant de la capitale. Afin de préparer le coup d'État contre le gouvernement, Patterton a invité toutes sortes de politiciens de l'opposition et d'autres personnes influentes. Comme camouflage, il organise une fête dans la chambre d'hôtel. Patterton ignore que les services secrets du Boliguay l'ont découvert depuis longtemps et que ses invités ont été infiltrés.
Même si Clivia et Juan Damigo font semblant pour être sûr du mariage, ils se rapprochent et tombent même amoureux. Alors que la fête approche de son apogée, le piège se referme. L'équipe du film est arrêtée et mise derrière les barreaux. On apprend alors qui est vraiment le gaucho Juan Damigo : Olivero, le président sortant de la République !

### Acte III
DécorSalle de conférence du Palais présidentiel
Olivero ne peut pas se concentrer sur les affaires de l'État, car Clivia est toujours dans son esprit. Après tout ce qui s'est passé, il doute de leur amour. D'un autre côté, il ne sait pas si la Clivia de Patterton devait simplement servir de pion dans son plan ridicule. Puis le journaliste Lelio Down, qui est depuis tombé amoureux de la cousine d'Olivero, Yola, vient à son secours avec une idée : il doit simplement s'assurer que Clivia et Patterton puissent s'échapper. Selon le comportement de la femme, il sait si elle est sérieuse dans son amour pour lui.
La proposition de Lelio Down est réalisée. Patterton sait que ses plans de coup d'État ont complètement échoué. Il démissionne et peut fuir à travers la frontière. Clivia, d'autre part, rend visite au président et annonce publiquement qu'elle fut plus ou moins forcée au mariage fictif par Patterton. Mais maintenant, elle veut transformer le faux mariage en un vrai mariage. Maintenant, Olivero sait que Clivia l'aime vraiment. L'opérette se termine avec le peuple acclamant son président et la future première dame.

## Orchestration
| Instrumentation de Clivia         |
| Bois                              |
| 2 flûtes, 1 hautbois              |
| Cuivres                           |
| 2 cors, 2 trompettes, 2 trombones |
| Cordes pincées                    |
| 1 harpe                           |
| Percussions                       |
| Célesta, tambours                 |

## Adaptation
- Clivia, film allemand réalisé par Karl Anton sorti en 1954.

## Source de la traduction
- (de) Cet article est partiellement ou en totalité issu de l’article de Wikipédia en allemand intitulé « Clivia (Operette) » (voir la liste des auteurs).